# Islam in Montenegro
De islam is de grootste minderheidsreligie in Montenegro (Montenegrijns: Ислам у Црној Гори; Islam u Crnoj Gori); alleen de Oosters-orthodoxe Kerk heeft meer aanhang (ruim 72% van de bevolking). Volgens de volkstelling van 2011 vormen de 118.477 moslims in Montenegro ongeveer 19,11% van de totale bevolking van 620.029 personen. De moslims in Montenegro behoren grotendeels tot de soennitische stroming van de islam, terwijl er ook kleinere groepen 'ongedefinieerde' moslims en sjiieten in het land wonen. De moslims in Montenegro wonen vooral in de Sandžak, langs de grens met Servië, met belangrijke plaatsen zoals Rožaje (c. 95%) en Plav (77%), maar ook in Ulcinj (72%) aan de Adriatische Zee.

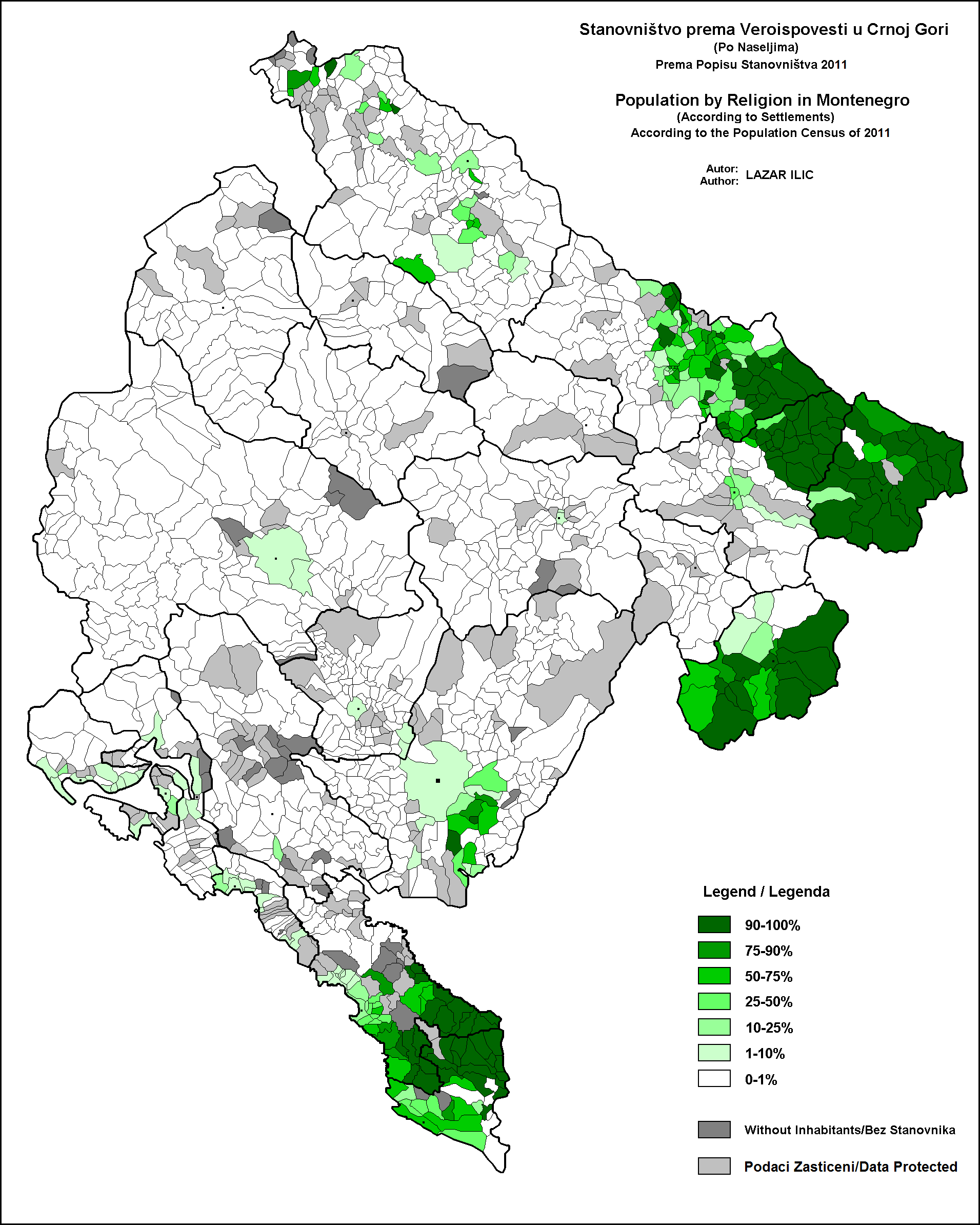
Verspreiding van de moslims in Montenegro (in 2011).

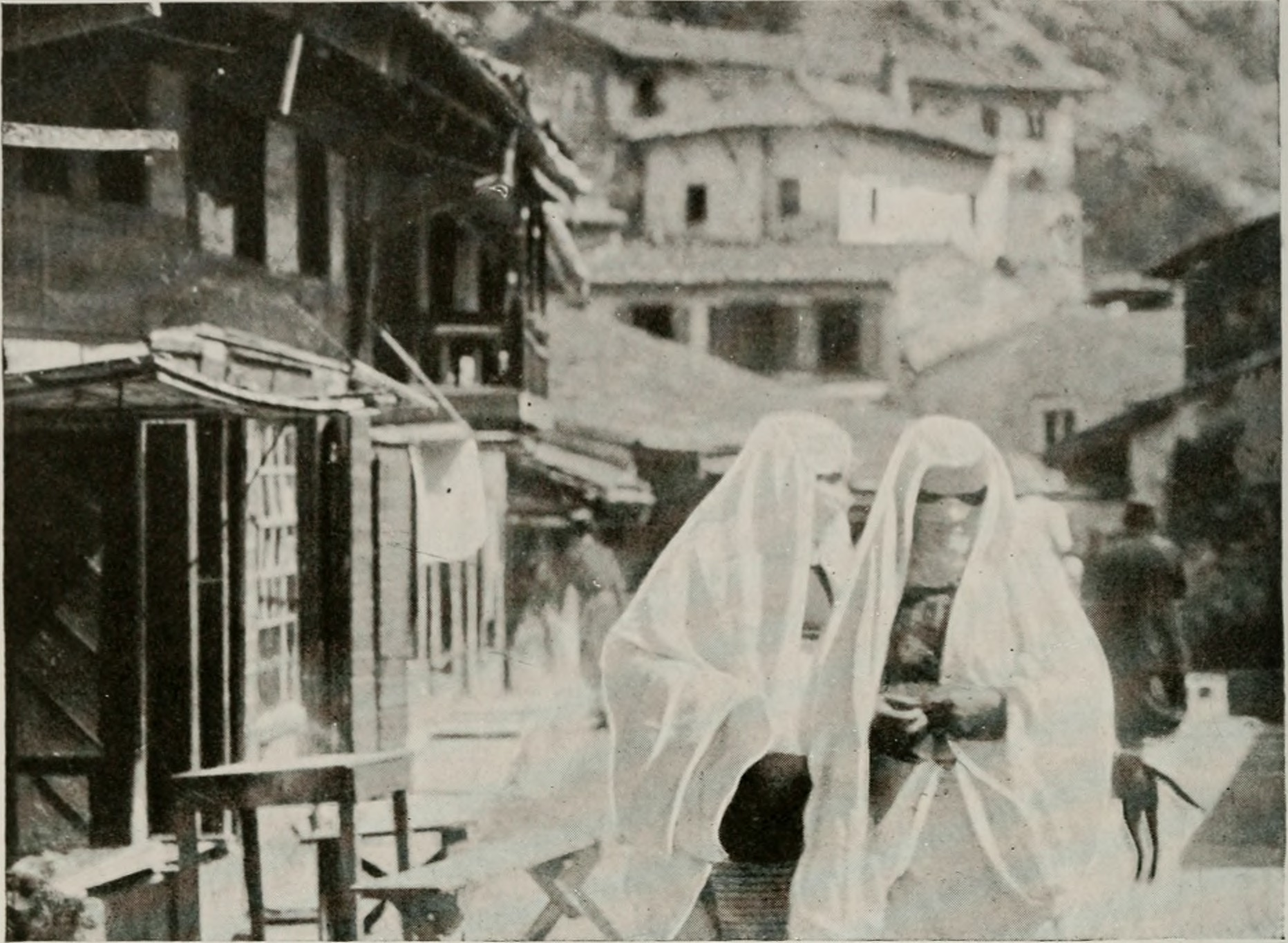
Moslimvrouwen in Ulcinj, 1908.

## Demografie
Ongeveer de helft van de Montenegrijnse moslimbevolking bestaat uit etnische Bosniakken (53.453 Bosniakken, 45% van alle moslims). Van de Bosniakken in Montenegro is 99,72% moslim. De Albanezen vormen met 22.267 leden de tweede grootste moslimgroep: onder hen is 73,15% moslim. De derde groep vormen de 20.270 Moslims van nationaliteit: van hen is 98,7% moslim. Twee andere (grote) etnische groepen met een moslimmeerderheid vormen de 5.034 Roma (80,53% moslim) en de 2.003 Balkan-Egyptenaren (97,52% moslim). Van de 104 Turken in Montenegro is 101 moslim (97,11%).
| Leeftijdscategorie | Aantal (2011) | %      |
| 0-9 jaar           | 18.877        | 15,93  |
| 10-19 jaar         | 19.561        | 16,51  |
| 20-29 jaar         | 18.009        | 15,20  |
| 30-39 jaar         | 16.024        | 13,52  |
| 40-49 jaar         | 15.287        | 12,90  |
| 50-59 jaar         | 14.051        | 11,86  |
| 60-69 jaar         | 8.622         | 7,28   |
| 70+ jaar           | 8.022         | 6,77   |
| onbekend           | 24            | 0,02   |
| Totaal             | 118.477       | 100,00 |

## Afbeeldingen

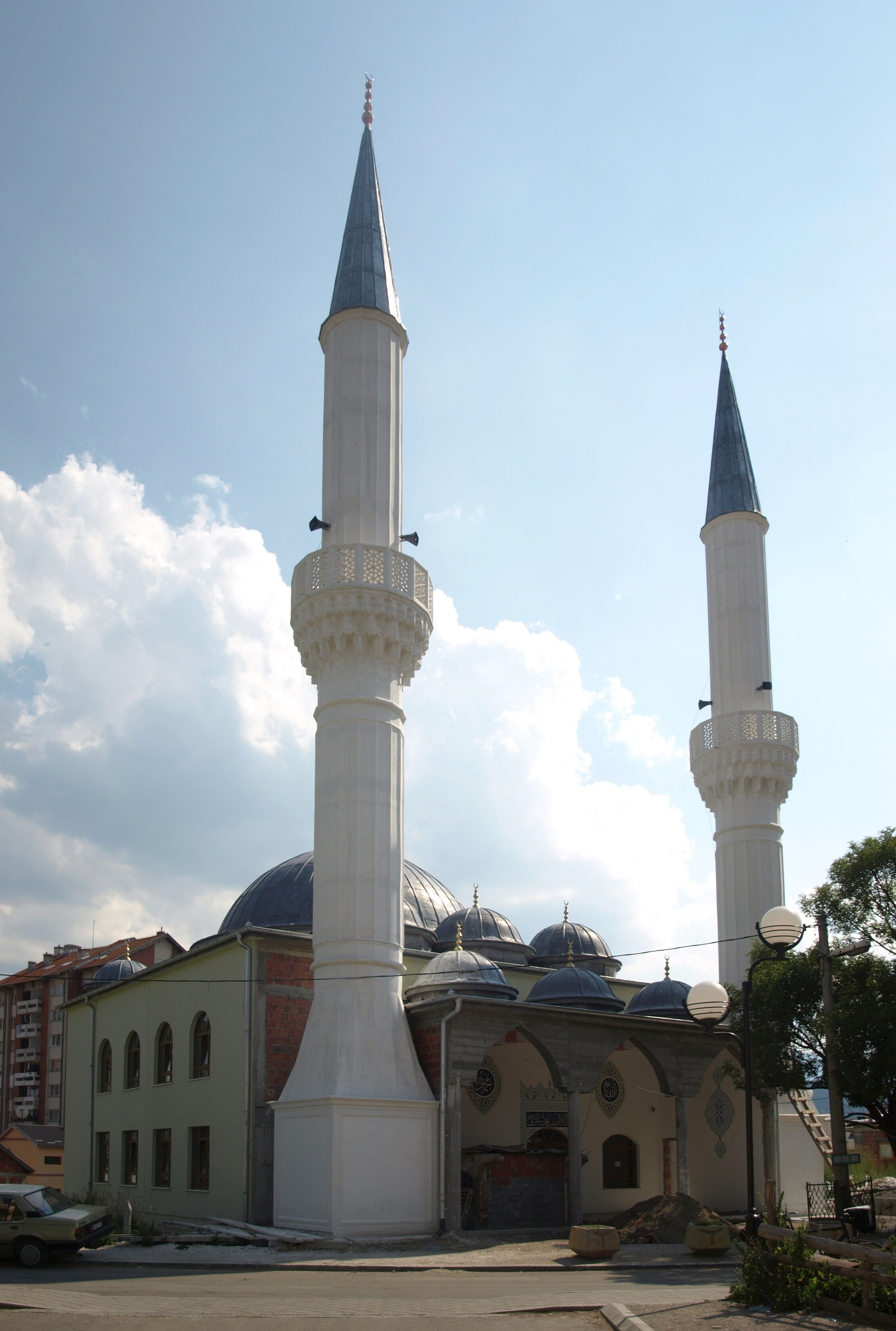
Moskee Sultan Murat II in Rožaje.
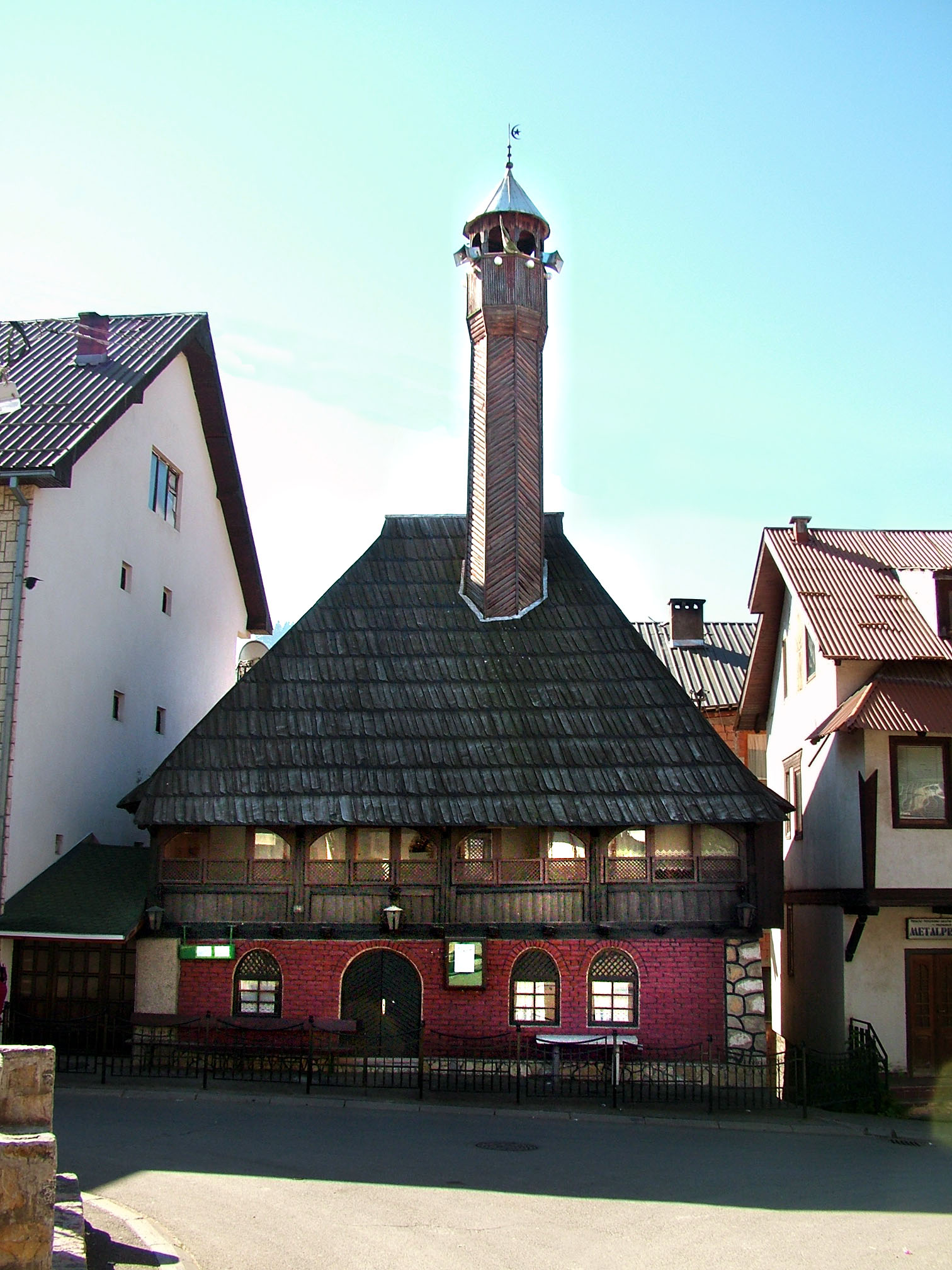
Moskee Kučanska in Rožaje.
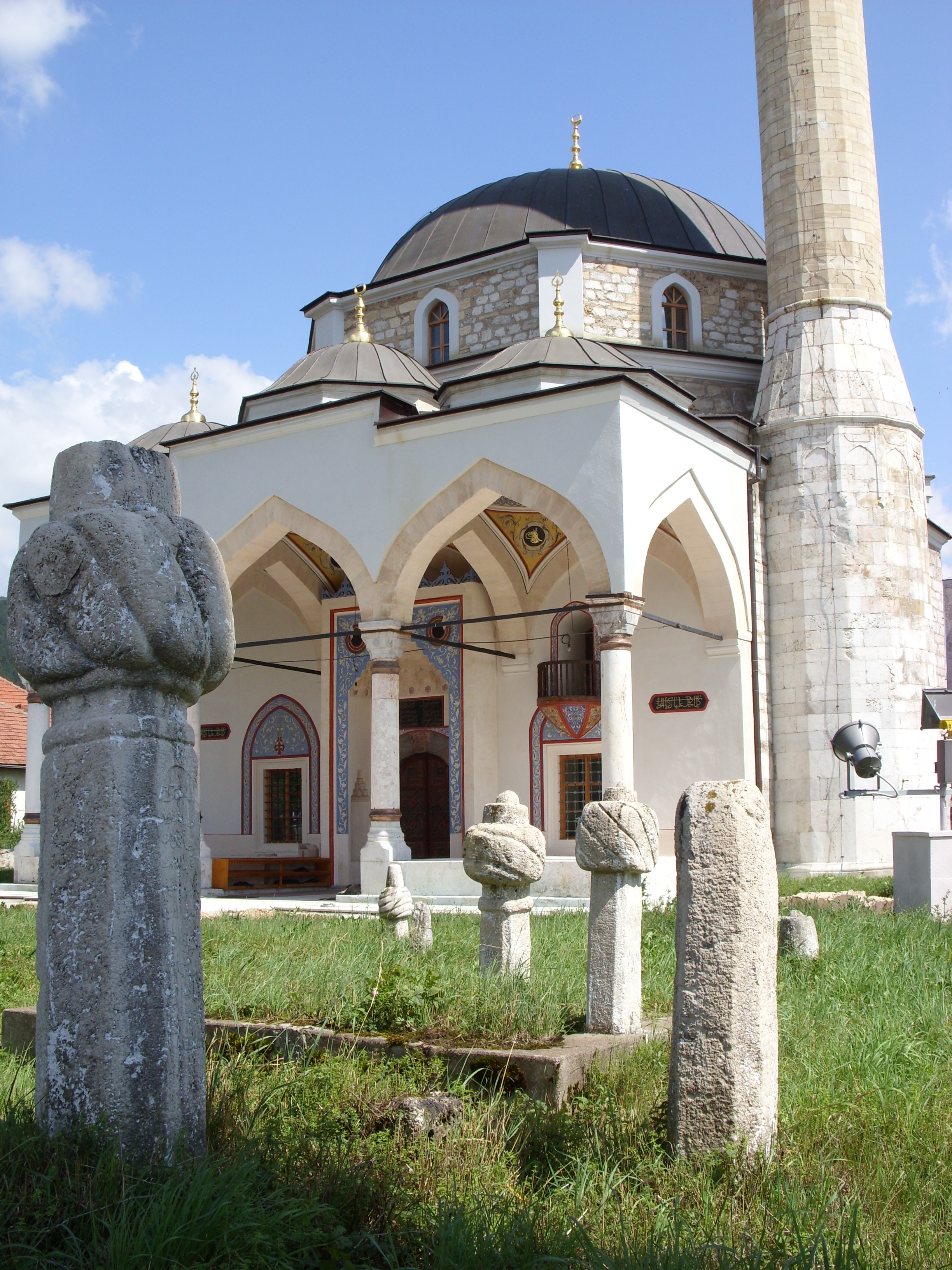
Moskee in Pljevlja.
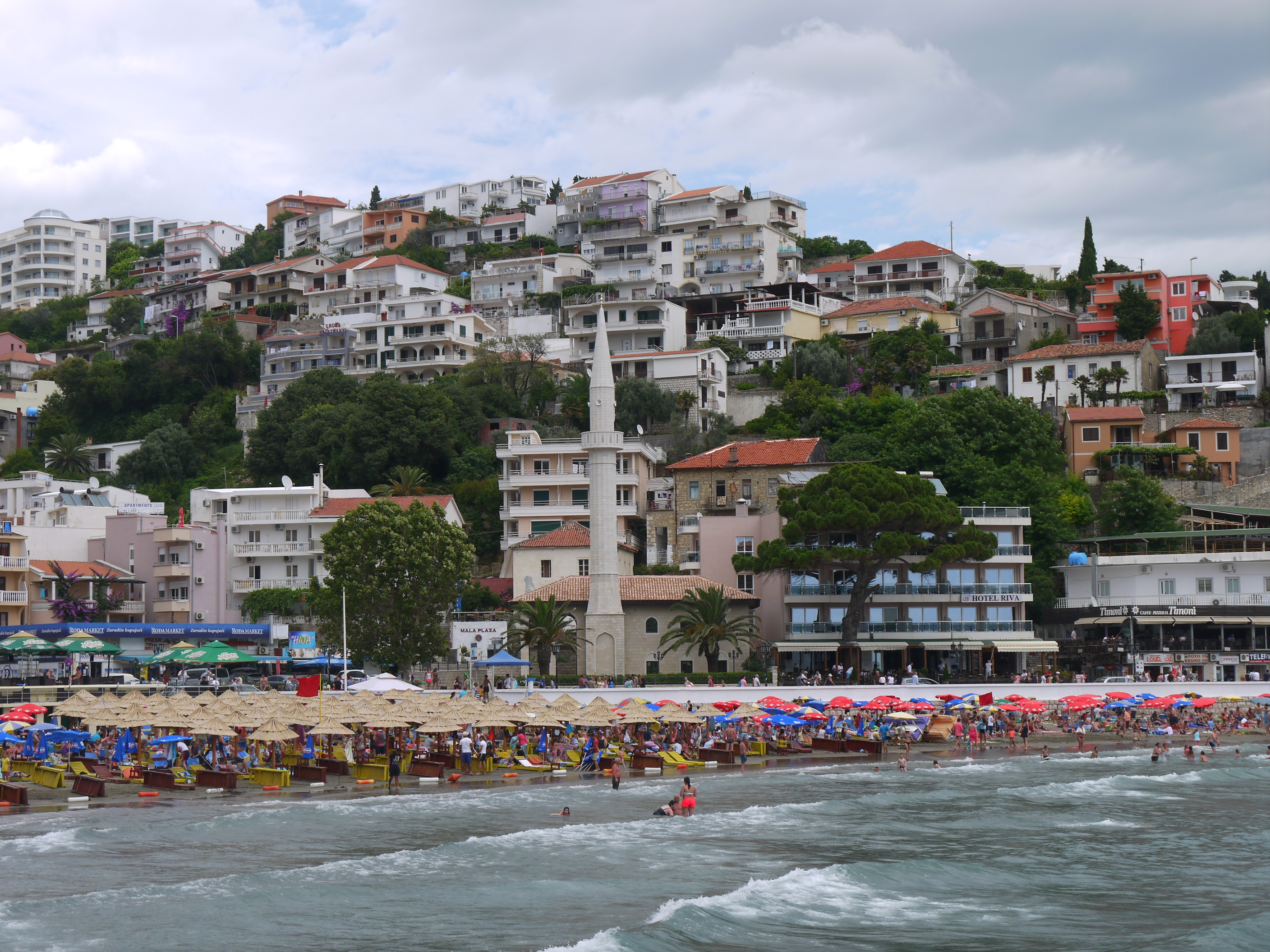
Moskee in Ulcinj.